# Tramain
Tramain [tʁamɛ̃] est une commune française située dans le département des Côtes-d'Armor en région Bretagne.

## Géographie

### Description
Tramain se situe en Bretagne, dans le département des Côtes-d'Armor à l'intersection entre la route nationale 176 et la route nationale 12.
La commune est traversée également par la ligne de Paris-Montparnasse à Brest, mais la station de chemin de fer la plus proche est la gare de Plestan, située à 5 km du village et desservie par des trains TER Bretagne qui circulent entre les gares de Rennes et Saint-Brieuc ou Lamballe.

### Communes limitrophes
| Plestan      |         |                                   |
|              | Tramain | Jugon-les-Lacs - Commune nouvelle |
| Plénée-Jugon |         |                                   |

### Hydrographie
Pour un article plus général, voir Réseau hydrographique des Côtes-d'Armor.
La commune est située dans le bassin Loire-Bretagne. Elle est drainée par l'Étang du Guillier et le Gast,,.

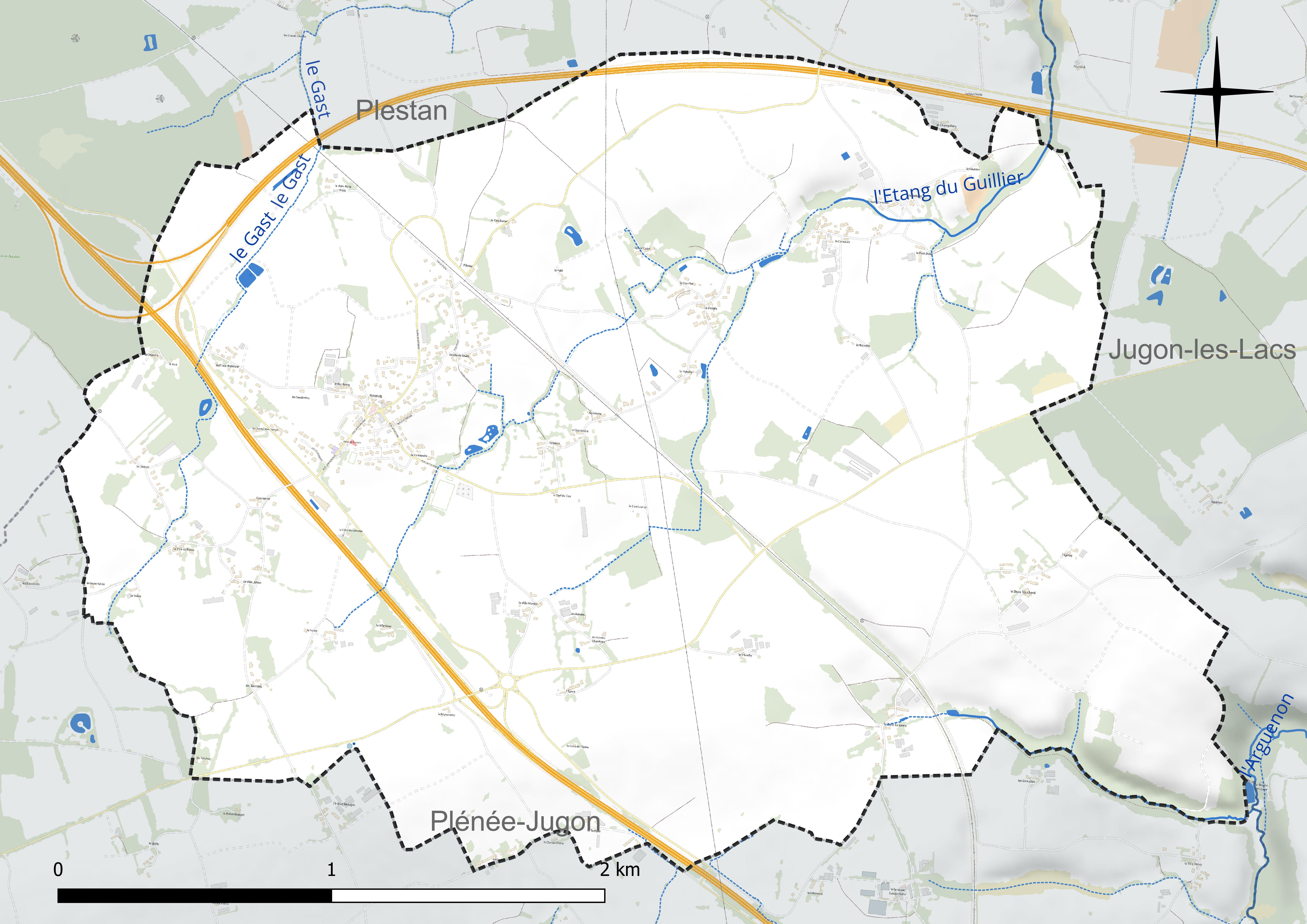
Réseau hydrographique de Tramain.

### Climat
Pour des articles plus généraux, voir Climat de la Bretagne et Climat des Côtes-d'Armor.
En 2010, le climat de la commune est de type climat océanique franc, selon une étude du CNRS s'appuyant sur une série de données couvrant la période 1971-2000. En 2020, Météo-France publie une typologie des climats de la France métropolitaine dans laquelle la commune est exposée à un climat océanique et est dans la région climatique  Finistère nord, caractérisée par une pluviométrie élevée, des températures douces en hiver (6 °C), fraîches en été et des vents forts. Parallèlement l'observatoire de l'environnement en Bretagne publie en 2020 un zonage climatique de la région Bretagne, s'appuyant sur des données de Météo-France de 2009. La commune est, selon ce zonage, dans la zone « Intérieur  », exposée à un climat médian, à dominante océanique.  
Pour la période 1971-2000, la température annuelle moyenne est de 11,2 °C, avec  une amplitude thermique annuelle de 11,7 °C. Le cumul annuel moyen de précipitations est de 757 mm, avec 12,6 jours de précipitations en janvier et 6,5 jours en juillet. Pour la période 1991-2020, la température moyenne annuelle observée sur la station météorologique la plus proche, située sur la commune de Quintenic à 13 km à vol d'oiseau, est de 11,6 °C et le cumul annuel moyen de précipitations est de 769,8 mm,. Pour l'avenir, les paramètres climatiques de la commune estimés pour 2050 selon différents scénarios d’émission de gaz à effet de serre sont consultables sur un site dédié publié par Météo-France en novembre 2022.

## Urbanisme

### Typologie
Au 1er janvier 2024, Tramain est catégorisée commune rurale à habitat dispersé, selon la nouvelle grille communale de densité à 7 niveaux définie par l'Insee en 2022.
Elle est située hors unité urbaine et hors attraction des villes,.

### Occupation des sols
L'occupation des sols de la commune, telle qu'elle ressort de la base de données européenne d’occupation biophysique des sols Corine Land Cover (CLC), est marquée par l'importance des territoires agricoles (94 % en 2018), une proportion sensiblement équivalente à celle de 1990 (94,4 %). La répartition détaillée en 2018 est la suivante : 
terres arables (64,5 %), zones agricoles hétérogènes (29,4 %), zones urbanisées (3,9 %), forêts (2,1 %), prairies (0,1 %). L'évolution de l’occupation des sols de la commune et de ses infrastructures peut être observée sur les différentes représentations cartographiques du territoire : la carte de Cassini (XVIIIe siècle), la carte d'état-major (1820-1866) et les cartes ou photos aériennes de l'IGN pour la période actuelle (1950 à aujourd'hui).

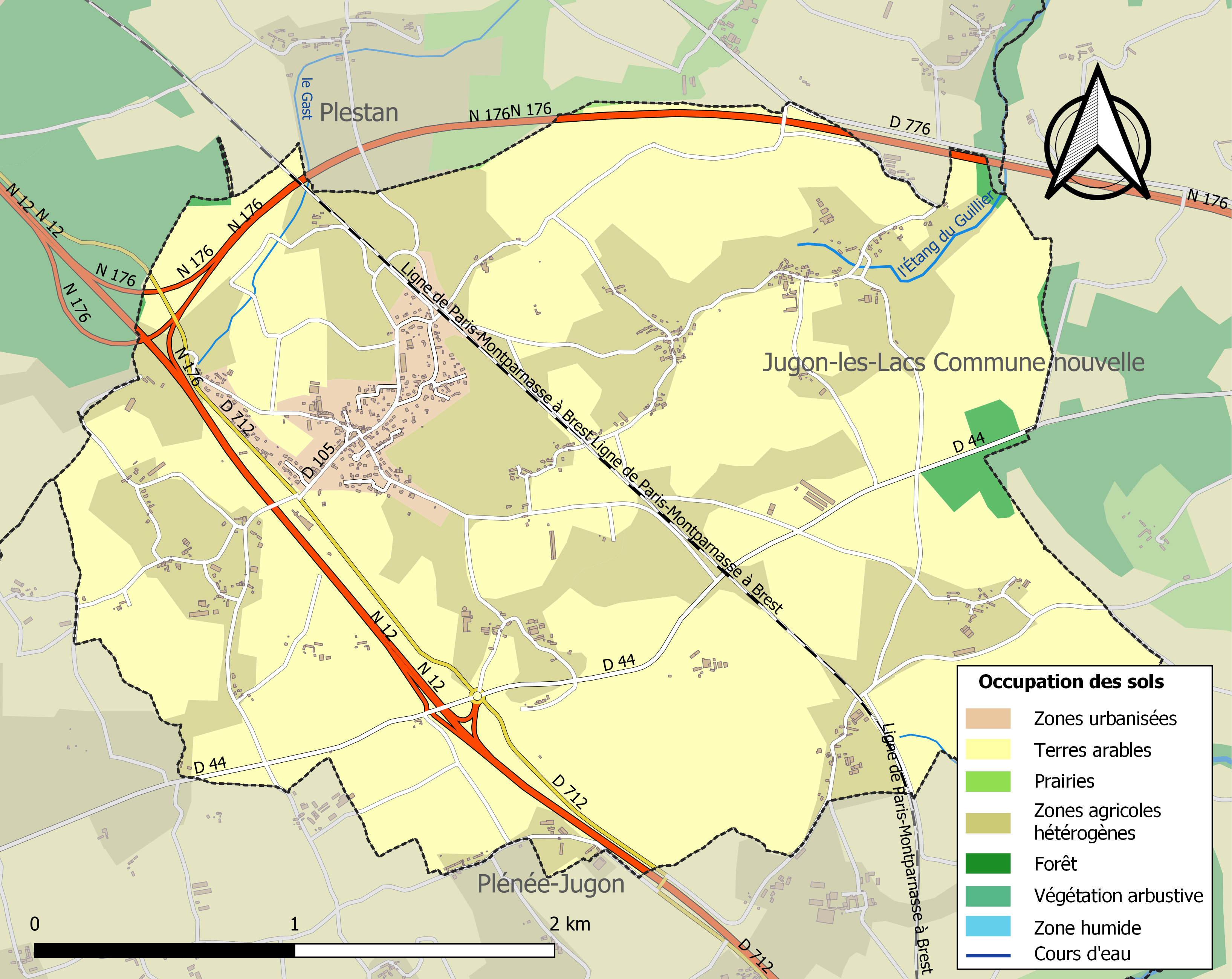
Carte des infrastructures et de l'occupation des sols de la commune en 2018 (CLC).

### Habitat et logement
En 2018, le nombre total de logements dans la commune était de 358, alors qu'il était de 335 en 2013 et de 319 en 2008.
Parmi ces logements, 84,8 % étaient des résidences principales, 8,7 % des résidences secondaires et 6,5 % des logements vacants. Ces logements étaient pour 92,6 % d'entre eux des maisons individuelles et pour 7,1 % des appartements.
Le tableau ci-dessous présente la typologie des logements à Tramain en 2018 en comparaison avec celle des Côtes-d'Armor et de la France entière. Une caractéristique marquante du parc de logements est ainsi une proportion de résidences secondaires et logements occasionnels (8,7 %) inférieure à celle du département (16,2 %) et à celle de la France entière (9,7 %). Concernant le statut d'occupation de ces logements, 75,4 % des habitants de la commune sont propriétaires de leur logement (74,7 % en 2013), contre 71,1 % pour les Côtes-d'Armor et 57,5 % pour la France entière.
| Typologie                                               | Tramain | Côtes-d'Armor | France entière |
| ------------------------------------------------------- | ------- | ------------- | -------------- |
| Résidences principales (en %)                           | 84,8    | 75            | 82,1           |
| Résidences secondaires et logements occasionnels (en %) | 8,7     | 16,2          | 9,7            |
| Logements vacants (en %)                                | 6,5     | 8,8           | 8,2            |

## Toponymie
Le nom de la localité est attesté sous les formes Parochia de Tramaen en 1324, Tremaen en 1339, Tremaign en 1440, Tramaign en 1536, Tramainct en 1569.

Le Pouillé de Tours désigne Tramain sous le nom de Tramans.
Son nom vient du breton treb (village) et de saint Méen.

## Politique et administration

### Rattachements administratifs et électoraux

#### Rattachements administratifs
La commune se trouve dans l'arrondissement de Dinan du département des Côtes-d'Armor.  
Elle faisait partie depuis 1801 du canton de Jugon-les-Lacs. Dans le cadre du redécoupage cantonal de 2014 en France, cette circonscription administrative territoriale a disparu, et le canton n'est plus qu'une circonscription électorale.

#### Rattachements électoraux
Pour les élections départementales, la commune fait partie depuis 2014 du canton de Plénée-Jugon
Pour l'élection des députés, elle fait partie de la troisième circonscription des Côtes-d'Armor.

### Intercommunalité
Tramain était membre de la petite communauté de communes Arguenon - Hunaudaye, un établissement public de coopération intercommunale (EPCI) à fiscalité propre créé fin 1992  et auquel la commune avait transféré un certain nombre de ses compétences, dans les conditions déterminées par le code général des collectivités territoriales.
Dans le cadre des dispositions de la loi portant nouvelle organisation territoriale de la République du 7 août 2015, qui prévoit que les établissements publics de coopération intercommunale (EPCI) à fiscalité propre doivent avoir un minimum de 15 000 habitants, cette intercommunalité a fusionné avec ses voisines pour former, le 1er janvier 2017, la communauté d'agglomération dénommée Lamballe Terre et Mer, dont est désormais membre la commune.

### Liste des maires
| Période                                  | Période                      | Identité                 | Étiquette | Qualité                                      |
| ---------------------------------------- | ---------------------------- | ------------------------ | --------- | -------------------------------------------- |
| Les données manquantes sont à compléter. |                              |                          |           |                                              |
| 1936                                     | 1945                         | Eugène Rouault           |           |                                              |
| Les données manquantes sont à compléter. |                              |                          |           |                                              |
|                                          | juin 1995                    | Louis Duchêne            |           |                                              |
| juin 1995                                | mars 2008                    | José Bertho              | PS        | psychologue au sein de l'Éducation nationale |
| mars 2008                                | 2014                         | Michel Gesret            |           | Retraité                                     |
| 2014                                     | 5 juillet 2020               | Chantal Dejoué           | DVG       | Petite-fille d'Eugène Rouault, comptable     |
| 5 juillet 2020                           | juillet 2022                 | Benjamin Guillerme-Jubin |           |                                              |
| septembre 2022                           | En cours (au 8 janvier 2023) | Benoit Després           |           | Technicien                                   |

## Démographie
L'évolution du nombre d'habitants est connue à travers les recensements de la population effectués dans la commune depuis 1793. Pour les communes de moins de 10 000 habitants, une enquête de recensement portant sur toute la population est réalisée tous les cinq ans, les populations de référence des années intermédiaires étant quant à elles estimées par interpolation ou extrapolation. Pour la commune, le premier recensement exhaustif entrant dans le cadre du nouveau dispositif a été réalisé en 2006.

En 2022, la commune comptait 700 habitants, en évolution de +1,3 % par rapport à 2016 (Côtes-d'Armor : +1,78 %, France hors Mayotte : +2,11 %).
| 1793 | 1800 | 1806 | 1821 | 1831 | 1836 | 1841 | 1846 | 1851 |
| ---- | ---- | ---- | ---- | ---- | ---- | ---- | ---- | ---- |
| 603  | 402  | 550  | 543  | 702  | 650  | 659  | 679  | 704  |

| 1856 | 1861 | 1866 | 1872 | 1876 | 1881 | 1886 | 1891 | 1896 |
| ---- | ---- | ---- | ---- | ---- | ---- | ---- | ---- | ---- |
| 684  | 711  | 720  | 727  | 709  | 715  | 702  | 712  | 647  |

| 1901 | 1906 | 1911 | 1921 | 1926 | 1931 | 1936 | 1946 | 1954 |
| ---- | ---- | ---- | ---- | ---- | ---- | ---- | ---- | ---- |
| 615  | 618  | 624  | 600  | 576  | 585  | 562  | 523  | 508  |

| 1962 | 1968 | 1975 | 1982 | 1990 | 1999 | 2006 | 2011 | 2016 |
| ---- | ---- | ---- | ---- | ---- | ---- | ---- | ---- | ---- |
| 490  | 463  | 473  | 460  | 483  | 527  | 618  | 650  | 691  |

| 2021 | 2022 | - | - | - | - | - | - | - |
| ---- | ---- | - | - | - | - | - | - | - |
| 697  | 700  | - | - | - | - | - | - | - |

## Culture locale et patrimoine

### Lieux et monuments

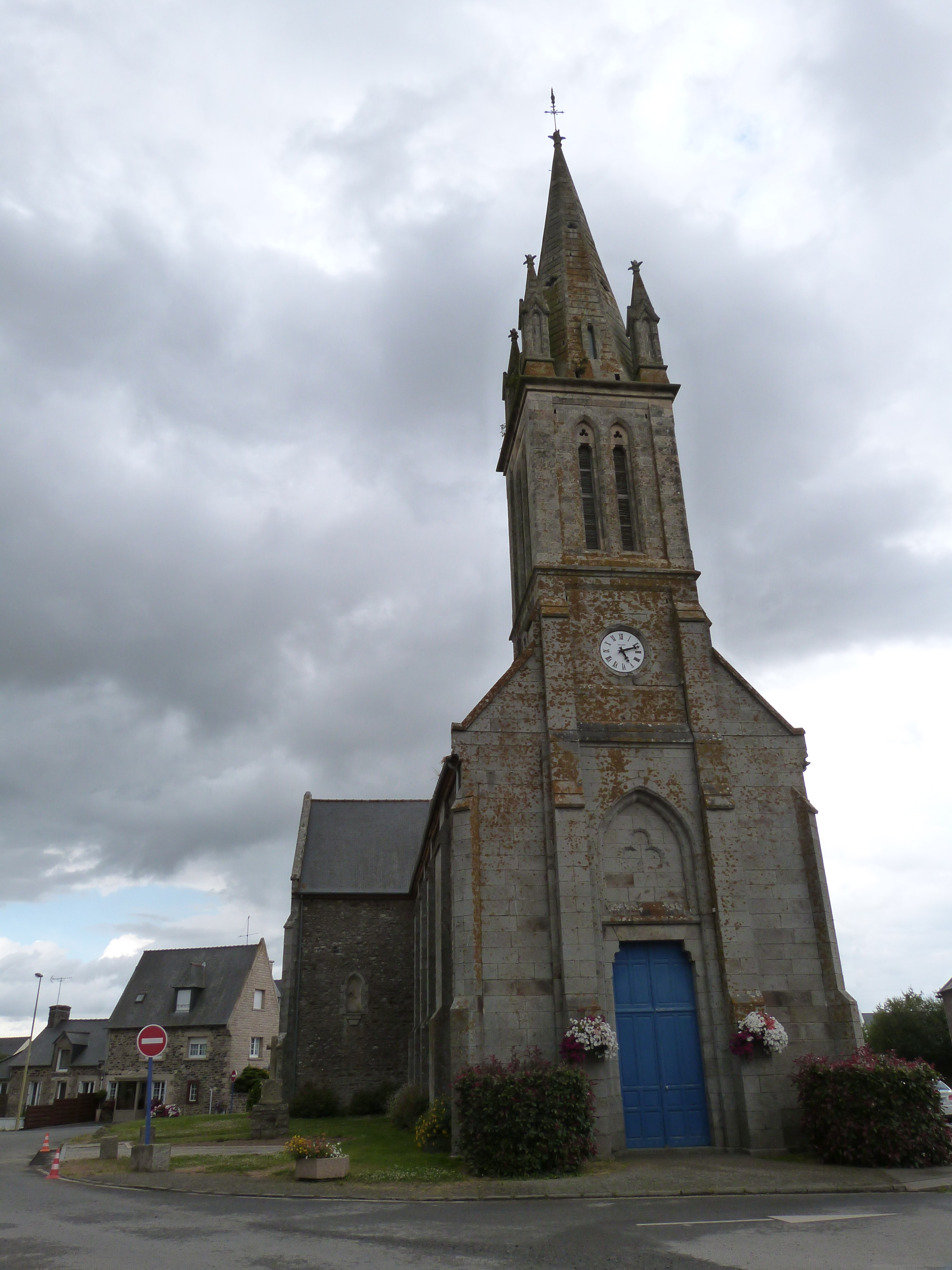
L'église Notre-Dame-et-Saint-Étienne.

- Église Notre-Dame-et-Saint-Étienne. 
Elle contient des fonts baptismaux constitués d'une cuve octogonale en pierre provient de l'édifice précédent, et est décorée avec des bas-reliefs

- Le monument aux Morts porte les noms des 54 soldats morts pour la Patrie[29] :
  - 47 sont morts durant la Première Guerre mondiale.
  - 7 sont morts durant la Seconde Guerre mondiale.

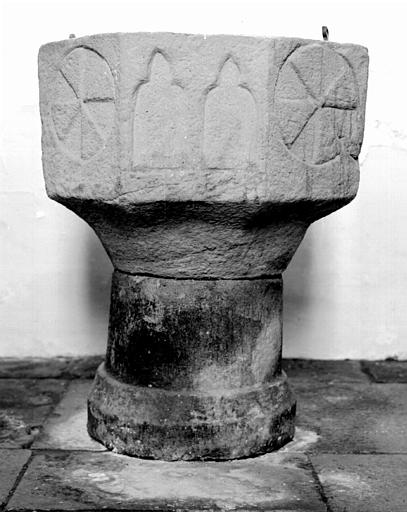
Les fonts baptismaux de l'église.
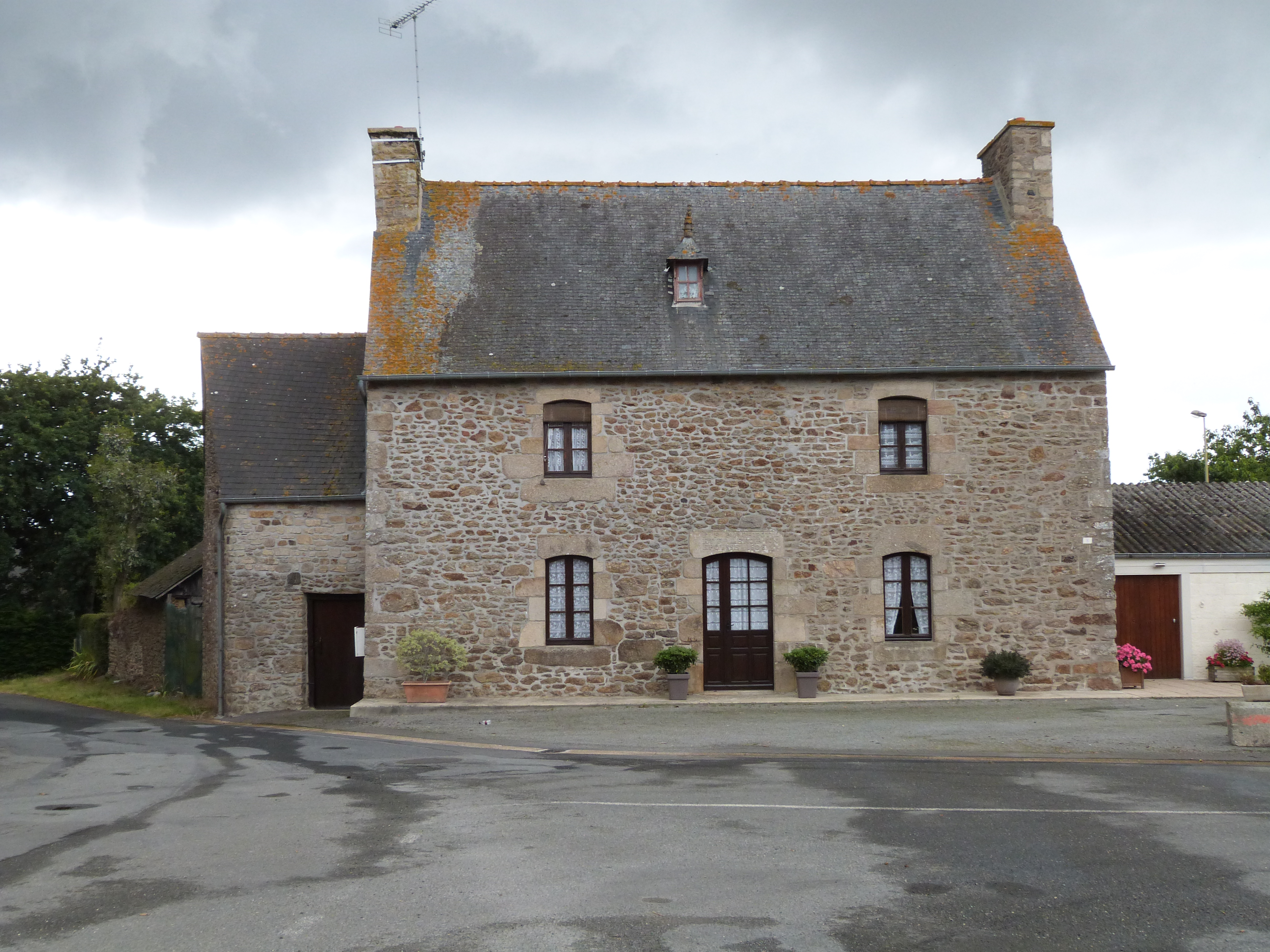
Maison traditionnelle.
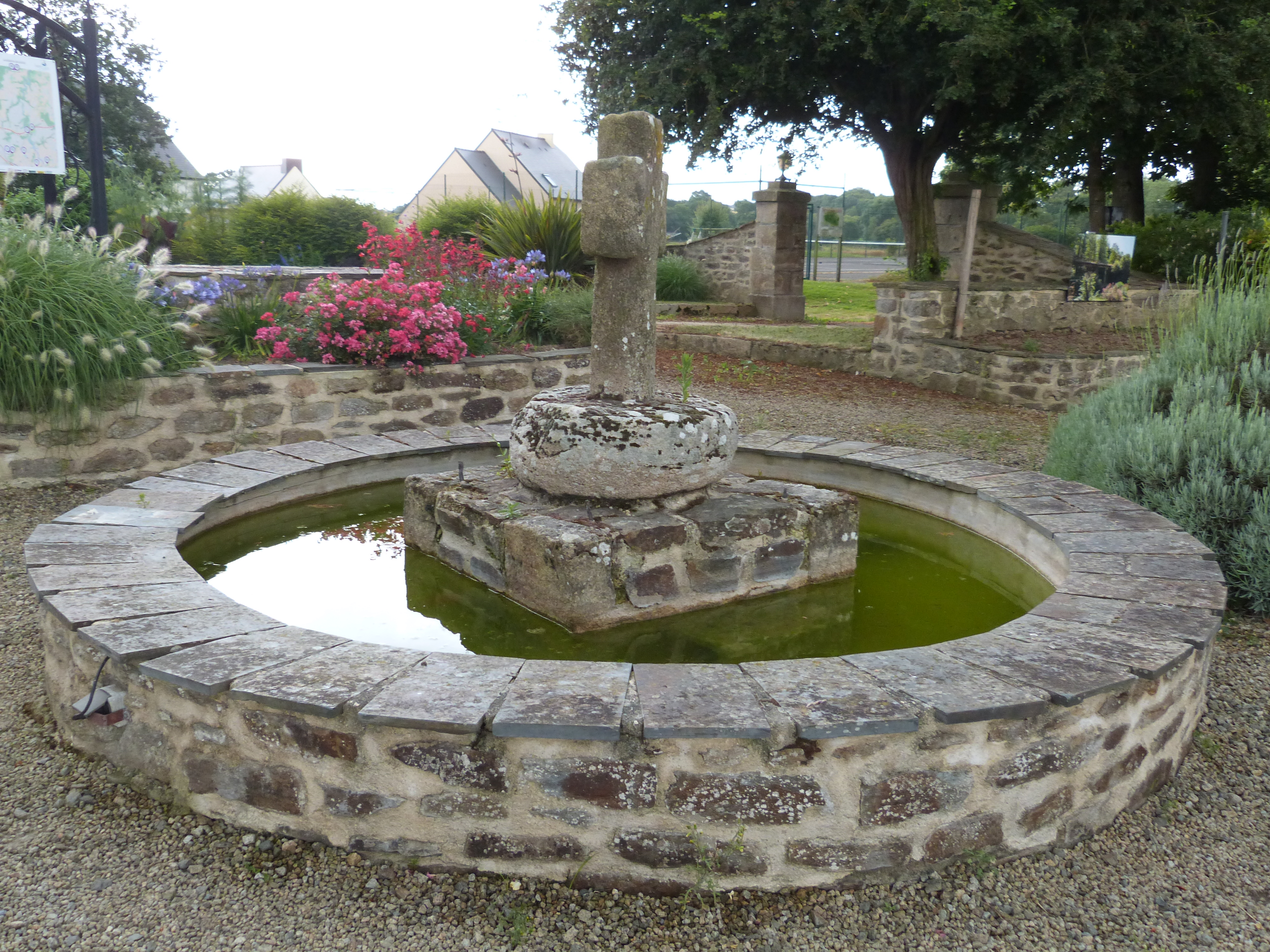
Croix et bassin devant la mairie.
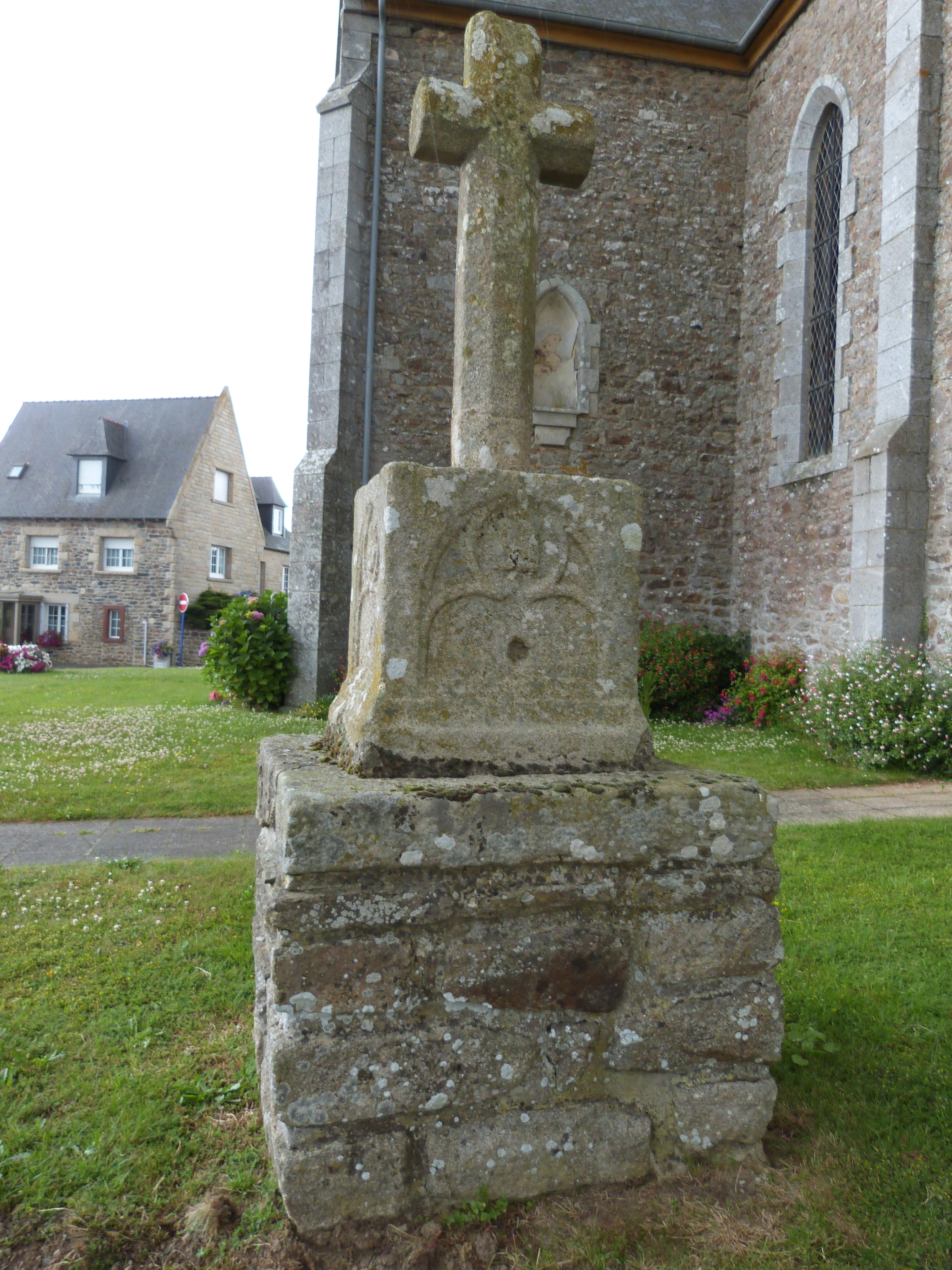
Croix située près de l'église.

### Personnalités liées à la commune
```
   Eugène Hamon, né à Tramain 1921, † Dinan 2008, adjudant-chef de gendarmerie, titulaire de la médaille militaire, chevalier de l’ordre national du Mérite, croix du combattant volontaire 1939/1945, croix du combattant volontaire de la Résistance, croix du combattant, décoré de la médaille d’engagé volontaire. Conciliateur du canton de Lamballe (1986-1996), président des médaillés militaires du canton de Lamballe.
   Roger Houssay, dit Commandant Hector, grand résistant, chef FTP/FFI du secteur de Plancoët. Il est enterré au cimetière de Tramain.
```

### Héraldique
| Blason de Tramain | Blason  | De gueules à la bande d'hermine accompagnée de trois molettes d'or, deux en chef rangées en bande et une en pointe. |
| Blason de Tramain | Détails | Le statut officiel du blason reste à déterminer.                                                                    |

## Pour approfondir